# رولاند ألانسون-وين (خامس بارون هيدلي)
رولاند جورج ألانسون ألانسون-وين، خامس بارون هيدلي (بالإنجليزية: Rowland George Allanson Allanson-Winn, 5th Baron Headley)‏ (ولد في لندن، 19 يناير، 1855 وتوفي فيها في 22 يونيو، 1935)، أيضاً يُعرف بـالشيخ رحمة الله الفاروق هو أحد النبلاء البريطانيين. وكان سياسيا ومؤلفا، وأحد الشخصيات المهمة التي اعتنقت الإسلام ورئيس الجمعية الإسلامية البريطانية. وينحدر من أسرة ملكية وهي سلالة ملوك شمال ويلز.

## حياته
ولد اللورد هيدلي عام 1855م، درس في جامعة كامبريدج وتخرج منها مهندسا وعمل في بناء الطرقات في الهند، وكان شخصية علمية مهمة في حماية السواحل. وكان اللورد هيدلي رياضيا فقد كان يهوى رياضة الملاكمة ورياضات أخرى في الدفاع عن النفس، وألف أحد الكتب في الملاكمة في 1890 أعيد طباعته في 2006.
وتولي لفترة منصب ناشر صحيفة «ساليسبري»
ورث لورد هيدلي لقب النبيل من ابن عمه في 1913. أعلن لورد هيدلي إسلامه في 16 نوفمبر 1913م. وقد أسس اللورد هيدلي في عام 1914م الجمعية الإسلامية البريطانية. وكتب عدة
كتب عن الإسلام منها
استيقاظ غربي للإسلام
وثلاثة أنبياء عظماء للعالم 
Three Great Prophets of the World
و رجل من الغرب يعتنق الإسلام وفيه يقول:
والأنبياء والرسل قوم اصطفاهم الله واختارهم وفضلهم على الناس، وبعثهم إليهم مبشرين ومنذرين كما يقول الله تعالى في القرآن الكريم: (لئلا يكون للناس على الله حجة بعد الرسل). وقد تحققت بعد طول البحث والاستقراء أن محمداً نبي الإسلام لم يكن مدعياً ولا دجالاً كما يدعيه خصومه، ولكن كان رسولاً نبياً جاء برسالة إلهية صادقة لا ريب فيها هدى للمتقين، أوحى الله بها، وكلفه بتأديتها فجاءت مخففة لصرامة التوراة ومكملة لكتاب المسيح.
تزوج لورد هيدلي في 1921 من الكاتبة الأسترالية باربرا بينتون. أعلن إفلاسه في سنة 1922. تم عرض عرش ألبانيا عليه في 1925 مع مبلغ قدره $500,000 وراتب $50,000 في السنة، ولكن رفضه.
سافر كثيرا وحج مرتين.
وقد توفي لورد هيدلي في 22 يونيو 1935م في لندن.

## إسلامه
كانت تراود اللورد هيدلي شكوك كثيرة منذ باكورة شبابه حول ديانته، إذ كان يرى المسيح ليس إلها لكنه رسول بشرى، وعندما التحق بالجيش البريطاني أهداه صديق له نسخة مترجمة لمعاني القرآن الكريم، فأحس بأنه وجد مبتغاه ففكرة الألوهية كما يصورها القرآن الكريم تتوافق مع فطرته السليمة، ولم يصعب عليه اكتشاف أن الإسلام يقوم على دعامتين: الأولى الأقرار بوحدانية الله والثانية المساواة بين البشر، فكان بذلك أسبق من كل النظريات الأجتماعية المنادية بالمساواة.
وبحكم سعة اطلاع لورد هيدلي كان يدرك أن الحضارة الإسلامية هي التي أخرجت أوروبا من عصور الظلام ومهدت لها سبل الحضارة، فزاد ذلك من اقتناعه بالإسلام، ولكنه كتم إسلامه مدة عشرين عاما لأسباب عائلية.
وفي 16 نوفمبر 1913م أعلن اللورد هيدلي عن إسلامه على الملأ في حفل للجمعية الإسلامية في لندن عبر كلمة قال فيها: إن طهارة الإسلام وسهولته وبعده عن الأهواء والمذاهب الكهنوتية ووضوح حجته كانت كل هذه الأشياء أكبر ما أثر في نفسى.
وتسمى اللورد هيدلي بعد إسلامه رحمة الله فاروق، ولقد تمت مهاجمته واتهامه بشدة لكونه سياسيا بارزا بمحاولة تحقيق مكسب رخيص بزعامة المسلمين، مما دفعه للرد على منتقديه بمقالة عنوانها «لماذا أسلمت؟» قال فيها: نحن البريطانيين تعودنا أن نفخر بحبنا الانصاف والعدل، ولكن أي ظلم أعظم من أن نحكم كما يفعل أكثرنا بفساد الإسلام قبل أن نلم بشئ من عقائده بل قبل أن نفهم معنى كلمة إسلام.
وقد أسس اللورد هيدلي في عام 1914م الجمعية الإسلامية البريطانية، وظل لسنوات طويلة يدافع عن الإسلام ويدعو إليه عبر مقالات كثيرة، كما أصدر مجلة The Islamic Renew، وأصدر كتاب «إيقاظ الغرب للإسلام»، وكتاب «رجل غربي يصحو فيعتنق الإسلام»
وقد زار اللورد هيدلي مصر في مطلع القرن الماضي، ويروى محرر مجلة «المنار» حرارة استقبال المصريين له بقوله: ولم تستقبل مصر رجلا منذ رجوع سعد باشا زغلول كما استقبلت بالأمس اللورد هيدلي.
وقد توفى اللورد هيدلى في 22 يونيو 1935م في لندن.